# Iaso (figlio di Licurgo)
Iaso (in greco antico Ἰάσος Iàsos) o Iasio (Ἰάσιος Iàsios) è un personaggio della mitologia greca, figlio del re Licurgo e della regina Cleofile.

## Mitologia
Attraverso il padre, Iaso appartiene alla stirpe degli arcadi, i discendenti di Arcade, eroe e figlio di Zeus. 

Sposò Climene, una delle figlie di Minia e principessa di Orcomeno, che lo rese padre della vergine cacciatrice Atalanta.